# Sármellék
Sármellék is een plaats (község) en gemeente in het Hongaarse comitaat Zala. Sármellék telt 1848 inwoners (2001). Naast het dorp ligt het vliegveld Hévíz-Balaton Airport.